# Пер Евінд Свінгувуд
Пер Евінд Свінгувуд (швед. Pehr Evind Svinhufvud, 15 грудня 1861, Сяаксмякі, Фінляндія — 29 лютого 1944, Луумякі, Фінляндія) — фінський політичний діяч, президент Фінляндії в 1931⁣ — ⁣1937. Двічі обіймав посаду прем'єр-міністра Фінляндії.

## Життєпис
Президент Фінляндії, регент Королівства Фінляндія, двічі прем'єр-міністр Фінляндії.
Народився в сім'ї морського офіцера Густава Пера Свінгувуда аф Кувальстада і Ольги фон Беккер. Батько загинув біля берегів Греції, коли синові було два роки.
Дитинство провів у родині діда, а після його самогубства в 1866 разом з матір'ю і сестрою переїхав в Гельсінкі.
У 1882 здобув ступінь магістра мистецтв, а в 1886 — магістра права в Гельсингфорському університеті. У 1889 одружився з Альмою Тиморі, у шлюбі з якою у них народилося 6 дітей.
Почав свою кар'єру як адвокат в окружних судах, потім служив помічником судді в Апеляційному суді в Обу. З 1892 працював в сенатському комітеті із законодавством, займаючись питаннями оподаткування.
У 1902 повернувся на роботу в Апеляційний суд помічником судді, де опинився в центрі судових розглядів, пов'язаних з протестами місцевого населення проти русифікації Фінляндії.
Через свою непримиренну позицію був звільнений з посади генерал-губернатором Ніколаєм Бобриковим і вирушив до Гельсінгфорса займатися адвокатською практикою.
Відіграв ключову роль у зародженні фінського парламентаризму.
З 1907 по 1914 — депутат парламенту і його перший голова (до 1912).
У 1914, будучи головою повітового суду, відмовився визнавати повноваження присланого з Московії прокурорського чиновника, за що був засланий царським урядом в сибірське селище Тимськ (Наримський край Томської губернії), а в 1915 переведений в Коливань. Після повернення із заслання в 1917 році був зустрінутий як національний герой.
З листопада 1917 по травень 1918 — голова Сенату Фінляндії (згодом посада називалася Прем'єр-міністр).
31 грудня 1917 в Петрограді Ленін вручив Свінгувуду акт про визнання незалежності Фінляндії.
Під час громадянської війни у Фінляндії звертався з проханням до Німеччини і Швеції про надання військової допомоги. Після закінчення війни помилував 36 тисяч її учасників, які воювали на боці «червоних».
У травні-грудні 1918 — виконувач обов'язків глави держави (регент). Після невдалої спроби введення монархічної форми правління на деякий час пішов з великої політики.
У 1925 висунутий кандидатом у президенти Фінляндії, але на виборах зазнав невдачі.
З 1930 по 1931 — прем'єр-міністр Фінляндії, а з 1931 по 1937 — президент Фінляндії.
На цій посаді проводив як антикомуністичну, так і антинаціоналістичну політику.
З одного боку, ініціював арешт всіх комуністів-членів парламенту, а з іншого — придушив заколот у Мянтсяля, піднятий Рухом Лапуа.
На президентських виборах 1937 зазнав поразки (попри підтримку Патріотичного народного руху, що походив від Руху Лапуа).
Під час Зимової війни намагався зустрітися з Гітлером і Муссоліні, але був прийнятий лише Папою Пієм XII. Користувався великою довірою у жителів Фінляндії, отримавши від них прізвисько «Укко-Пекка» («Старий Пекка»).
У переддень совєцько-фінської війни (1941—1944) мав великі надії на повернення Карелії і зміни меж на користь Фінляндії.
| «Карелію повернути і рюсся геть з Півночі!» Пер Евінд Свінгувуд |
| --------------------------------------------------------------- |

Похований в Луумякі.

## Цікаві факти
Найбільший пасажирський потяг, що вироблявся у Фінляндії в період 1937—1957 (P1 / Hr1, тип 2-3-1 / Pasific, вага 155 т.), Носив прізвисько Пера Евінда Свінгувуда «Укко-Пекка» (фін. Ukko-Pekka). Всього було побудовано 22 локомотиви цієї серії. Два з них встановлені як пам'ятники в Кар'я і Отанмякі.